# Лир, Тобиас
Тобиас Лир (англ. Tobias Lear; 19 сентября 1762, Портсмут, Нью-Гемпшир — 11 октября 1816, Вашингтон) — личный секретарь президента США Джорджа Вашингтона с 1784 года до его смерти в 1799 году.
Тобиас Лир также находился на службе у президента Томаса Джефферсона, во время Берберийских войн он был направлен в качестве посла мира в Средиземном море.

## Биография
Лир родился в портовом городе Портсмут, штат Нью-Гэмпшир 19 сентября 1762 года. Его отца звали также Тобиас Лир (род. 1 августа 1737 года), а мать — Мэри Стиллсон Лир (род. 25 мая 1739 года), они поженились 29 декабря 1757 года. Их семейный дом на улице Ханкинг в Портсмуте был построен в 1742 году семьёй Стиллсон.
Тобиас окончил Благотворительную школу Даммера, после чего в отличие от многих своих современников, присоединившихся к Континентальной армии, поступил в Гарвардский колледж (1779).

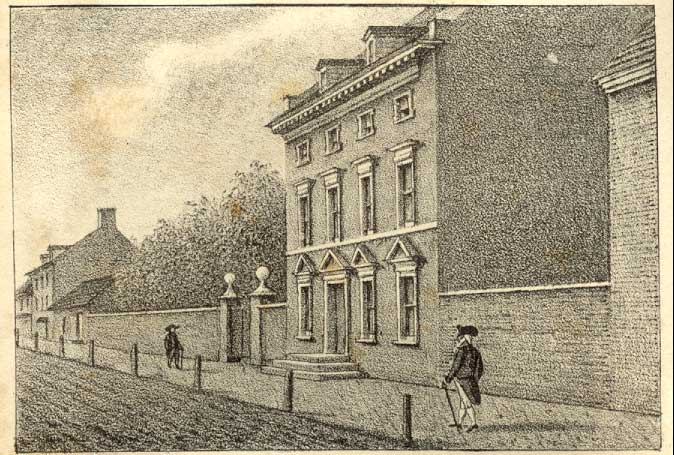
Резиденция президента в Филадельфии, штат Пенсильвания. Лир жил и работал в президентском особняке с 1790 по 1793 гг. Здесь родился его сын и умерла первая жена

Окончив колледж в 1783 году, он начал свою карьеру с преподавания в школе, где и продолжал работать, пока его дядя Бенджамин Линкольн не рекомендовал Тобиаса на должность личного секретаря Джорджа Вашингтона, которым он и стал в 1784 году. Находясь на этой должности, Лир выполнял все его поручения, включая репетиторство, заполнение отчётов, написание писем и т. д.
В 1789 году, когда Вашингтон стал президентом США, Лир вместе с ним переехал в Нью-Йорк. В 1793 году, в начале второго срока Вашингтона, он основал компанию T. Lear & Company, деятельность которой была сосредоточена на развитии речного транспорта в сотрудничестве с компанией Potomac Company и участии в спекуляциях землёй в будущей столице США — Вашингтоне. Тобиас путешествовал по Европе с целью продажи земельных участков, но безуспешно. А его инженерные работы, связанные с Potomac Company, не были выполнены из-за невозможности преодолеть два водопада на реке Потомак. В итоге, несмотря на богатство и мощь своего партнёра, Лир потерял свои деньги.
В конце 1790-х годов финансовое положение Лира пошатнулось ещё больше. В этот период он выполнял некоторые поручения Вашингтона, при этом не получая зарплаты. Одним из таких поручений стал сбор арендной платы с жильца Вашингтона, однако полученные деньги Тобиас положил себе в карман. Когда Вашингтон узнал об этом, он пришёл в ярость, но после извинений Лира быстро простил его.
Позже Лиру присвоено звание полковника и он был назначен командовать войсками в период возможного нападения французской армии. До конца своей жизни он продолжал оставаться полковником, несмотря на то, что нападение французов так и не состоялось, а Лир никогда не сталкивался с реальными военными действиями.
В 1799 году в Маунт-Верноне умер Джордж Вашингтон, посещавший его там Тобиас Лир оставил в дневнике запись:

Около десяти часов, в субботу, 14 декабря 1799 года, Вашингтон предпринял несколько попыток поговорить со мной, прежде чем ему это удалось, наконец он сказал: «Я ухожу. Похороните меня достойно; не позволяйте класть моё тело в склеп менее чем через два дня после моей смерти». Я поклонился. Затем он снова посмотрел на меня и сказал: «Вы меня понимаете?» Я ответил: «Да». «Это хорошо», — сказал он.
Тобиас курировал организацию похорон.
В 1803 году Томас Джефферсон назначил Лира генеральным консулом на Северном побережье Африки с правом одновременного ведения частного бизнеса. Незадолго перед путешествием в Алжир Тобиас женился и вместе с женой должен был отплыть на корабле USS Philadelphia. Однако в Средиземном море корабль был захвачен и их перевели на фрегат USS Constitution. По иронии судьбы, именно Лир стал основным переговорщиком за освобождение экипажа USS Philadelphia, а в 1805 году при его участии был заключён договор с Триполи, положивший конец Первой берберийской войне. Лир пробыл в Алжире до 1812 года.
11 октября 1816 года Лир покончил жизнь самоубийством, выстрелив в себя из пистолета. Известно, что он страдал сильными головными болями и впадал в депрессию, но конкретные причины его самоубийства неизвестны. Любопытно, что столь скрупулёзный человек не оставил ни предсмертной записки, ни завещания. Он похоронен на кладбище Конгресса в Вашингтоне.